# Tatort: Superzwölfer
Superzwölfer ist ein österreichischer Fernsehkrimi von Ernst Hinterberger aus dem Jahr 1987. Er entstand als 192a. Folge der Kriminalreihe Tatort. Er gehört zu den 13 Folgen, die vom ORF außerhalb der offiziellen Tatort-Reihe ohne die ARD produziert und in der Erstausstrahlung nur in Österreich gesendet wurden.

## Handlung
Riacherl, Aushilfsarbeiter in einer Geisterbahn im Prater, wird in dieser erhängt aufgefunden. Die Geisterbahn gehört Frau Triburicek, einer reichen Geschäftsfrau auf dem Prater, die seit einiger Zeit mit dem deutlich jüngeren und zwielichtigen Erwin Brauneder, der von allen „Sir“ genannt wird, liiert ist. Vier Wochen nach dem Selbstmord von Riacherl wird Erwin in der Geisterbahn erschossen. Oberinspektor Pfeifer vernimmt Frau Triburicek, die über den Tod ihres Lebensgefährten erschüttert ist und ihm erzählt, dass er auch der Geschäftsführer ihrer verschiedenen Geschäfte war. Fichtl erfährt von Triburiceks Angestelltem Hupferl von Riacherls Selbstmord vier Wochen zuvor. Frau Triburicek deutet Pfeifer gegenüber an, dass die anderen Geschäftsleute im Prater ihr ihren Erfolg neideten und alle als Täter in Frage kämen. Schulz und Hollocher vernehmen die anderen Fahrtenbetreiber des Prater, Erwin war dort nicht sehr beliebt. Eine Fahrgeschäftbetreiberin erzählt Hollocher, dass Erwin wenige Monate zuvor mit einem Messer überfallen und verletzt wurde.
Fichtl sucht den Kontrahenten der damaligen Messerstecherei, Gegenbauer, im Prater auf, doch dieser hat ein Alibi und versichert, keinen Hass mehr auf Erwin gehabt zu haben. Gegenbauer hatte damals auch ein Auge auf Frau Triburicek geworfen. Hollocher bringt außerdem in Erfahrung, dass eine Sylvia Prabitz auf Erwin wütend war und ihm Rache angedroht hatte. Frau Triburicek gibt Pfeifer gegenüber zu, davon zu wissen, glaubt aber, dass nicht Sylvia, sondern deren Zuhälter den Mord begangen haben könnte. Hupferl erzählt Schulz, dass es im Prater eine „zweite Szene“ gäbe, in der es um Erpressung ginge und in der Erwin verhasst gewesen sei, Hollocher hat unterdessen herausgefunden, dass Erwin angeblich mit Schutzgeld zu tun gehabt hatte. Pfeifer sucht Sylvia auf, diese kann vorweisen, dass ihr Zuhälter auf Kur ist und deshalb ein Alibi hat. Hollocher befragt unterdessen einen der Gewerbebetreiber, der von Erwin erpresst wurde, dieser streitet alles ab, allerdings findet Hollocher bei ihm Markenimitate, die dieser unter der Hand vertreibt. Daraufhin gibt er Hollocher einen Hinweis auf einen anderen Gewerbebetreiber namens „Ferdel“, der Schutzgeld an Erwin gezahlt haben soll, durch Ferdel erfährt er wiederum von anderen Geschäftebetreibern, die Schusswaffen besitzen sollen und ebenfalls von Erwin erpresst wurden.
Tomaschek, einer der Geschäftebetreiber, sagt bei der Vorladung im Sicherheitsbüro vor Pfeifer aus, dass er gerade am heutigen Tag erst den Diebstahl seines Gewehres bemerkt habe, die Waffe habe er legal besessen. Er meldet das Gewehr nunmehr als gestohlen. Er habe sich die Waffe besorgt, weil er von Erwin erpresst worden sei, ob Erwin auch andere erpresst habe, wisse er nicht. Inspektor Schulz unterhält unterdessen einen anonymen Hinweis darauf, dass die Tatwaffe im Depot der Geisterbahn versteckt sei. Fichtl und Schulz finden im Depot tatsächlich eine in Frage kommende Waffe, Schulz trifft dort auf Eva, die ihm erzählt, dass sie mit dem Riacherl eine Reise hat machen wollen und dass dieser reich geworden sei. Die Labor-Analyse bestätigt, dass es sich bei dem Gewehr um die Tatwaffe handelt, offensichtlich trug der Schütze Arbeitshandschuhe. Fichtl und Schulz erzählen Pfeifer unterdessen von den Reiseplänen des toten Riacherl mit der jungen Eva, Pfeifer beauftragt Schulz, dem Hinweis nachzugehen. Pfeifer nimmt kurz danach Tomaschek und seinen Angestellten Adolf Breitner, dessen Fingerabdrücke auf dem Gewehr gefunden wurden, vorläufig fest. Breitner gibt zu, das Gewehr in der Hand gehabt zu haben, allerdings habe er nicht geschossen, sondern sich das Gewehr lediglich anschauen wollen.
Schulz findet unterdessen heraus, dass Riacherl eine beträchtliche Geldsumme im Toto beim „Superzwölfer“ gewonnen und diesen Betrag auch abgeholt hatte. Fichtl und Schulz suchen Hupferl auf, den sie im Verdacht haben, Riacherls Geld zu haben, Hupferl gibt sich ahnungslos. Hofrat Putner hält die Ermittlungen in diese Richtungen für falsch und weist Pfeifer entsprechend zurecht, weil Tomaschek und Breitner wegen ihrer nachgewiesenen Alibis freigelassen werden mussten. Frau Triburicek ruft unterdessen Pfeifer herbei, weil ihr ein teures Auto geliefert wird, dass Erwin zu Lebzeiten noch bestellt hatte und von dem sie nichts wusste, Pfeifer lässt das Auto beschlagnahmen. Pfeifer und Fichtl denken gemeinsam über den Fall nach, ihnen wird klar, dass Erwin irgendwie an das Geld von Riacherl gekommen sein muss, von den Schutzgeldsummen hätte er sich das teure Auto nicht leisten können. Sie nehmen sich Hupflerl vor, der noch immer bestreitet, von Riacherls Gewinn gewusst zu haben. Eva sagt Pfeifer gegenüber aus, dass Hupferl selbstverständlich von dem Geld gewusst habe. Als Pfeifer Hupferl nach dem Mord an Erwin fragt, will Eva den Mord gestehen, doch Hupferl fällt ihr ins Wort und gesteht seinerseits. Er behauptet, Erwin getötet zu haben, da dieser Riacherl das Geld abgenommen habe. Er erzählt den Beamten, wie Riacherl ihm von seinem Gewinn erzählt hat und er große Reisepläne geschmiedet hat. „Sir“ Erwin hat wegen Riacherls Redseligkeit vom Gewinn erfahren und sich daraufhin bei Riacherl eingeschmeichelt. Erwin hat Riacherl ein Geschäft vorgeschlagen und ihm die Teilhaberschaft an einem der Geschäfte im Prater versprochen, dass die beiden gemeinsam übernehmen könnten. Riacherl hat daraufhin Erwin in seiner Gutgläubigkeit 100.000 Schilling ausgehändigt.
Als Riacherl realisierte, dass Erwin in betrogen hatte und diesen zur Rede stellte, verspottete Erwin ihn und drohte ihm an, der Polizei vorspielen zu können, Riacherl habe mit Eva Unzucht mit einer Minderjährigen getrieben, und er werde dafür sorgen, dass Riacherl eine langjährige Haftstrafe erhalte. Daraufhin hat der gutgläubige Riacherl Erwin auch seinen übrigen Gewinn ausgehändigt und sich anschließend erhängt. Erwin habe betrunken Hupferl von seiner Erpressung erzählt, woraufhin Hupferl sich die Waffe besorgt und Erwin in eine Falle gelockt habe. Unterdessen gesteht Eva Hollocher draußen den Mord, sie hatte die Waffe, die Hupferl tatsächlich besorgt hatte, in der Geisterbahn gefunden und daraufhin dreimal auf Erwin tödlich geschossen. Er hatte nicht nur Riacherl erpresst, sondern seinerseits Eva sexuell missbraucht, was er Riacherl anlasten wollte. Als Pfeifer und sein Team Hupferl abführen wollen, klärt Hollocher seinen Chef über die wahre Täterin auf.

## Produktion
Superzwölfer war der insgesamt dritte Tatort-Fall um Oberinspektor Pfeifer, allerdings waren nur drei der insgesamt acht Folgen offizielle Tatort-Folgen der ARD-Reihe. Die übrigen wie auch diese Produktion waren alleinige des ORF, diese in Ko-Produktion mit dem Bayerischen Rundfunk. Diese eigenen ORF-Produktionen wurden auch nur in Österreich gezeigt. Die Folge Superzwölfer wurde trotz der Ko-Produktion des Bayerischen Rundfunks nie in Deutschland ausgestrahlt.